# Adesmia denticulata
Adesmia denticulata är en ärtväxtart som beskrevs av Dominique Clos. Adesmia denticulata ingår i släktet Adesmia och familjen ärtväxter. Inga underarter finns listade i Catalogue of Life.